# Liverpool (Pennsylvanie)
Pour les articles homonymes, voir Liverpool (homonymie).
Liverpool est un borough situé au nord-est du comté de Perry, en Pennsylvanie, aux États-Unis,. En 2010, il comptait une population de 955 habitants, estimée au 1er juillet 2020 à 1 104 habitants.  Le borough est incorporé le 4 mai 1832.

## Démographie
Lors du recensement de 2010, le borough comptait une population de 955 habitants. Elle est estimée, en 2020, à 1 104 habitants.

### Source de la traduction
- (en) Cet article est partiellement ou en totalité issu de l’article de Wikipédia en anglais intitulé « Liverpool, Pennsylvania » (voir la liste des auteurs).